# Gertrude Hoffman (Tänzerin)

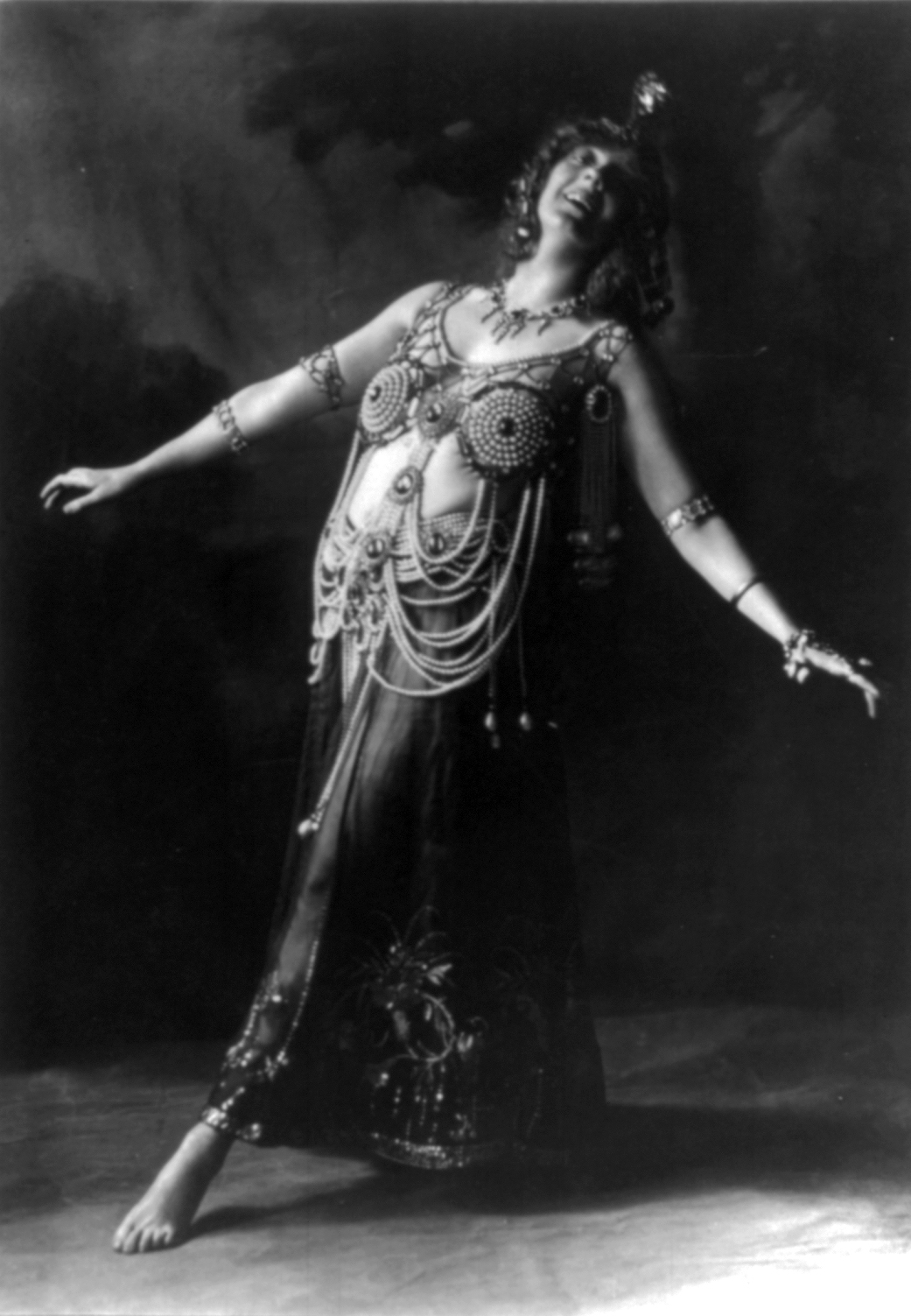
Gertrude Hoffman als Salome

Catherine Gertrude Hoffman (* 7. Mai 1885 in San Francisco; † 21. Oktober 1966 in Los Angeles) war eine US-amerikanische Tänzerin und Choreographin.

## Leben und Wirken
Hoffman war die Tochter von John Hay und dessen Ehefrau Catherine Brogan. Ihr Vater, von deutschen Einwanderern abstammend, kam zu Beginn der großen Depression von Maine nach Kalifornien, dann nach Portland, Oregon, wo John 1914 starb. Ihre Mutter kam in Irland zur Welt und ließ sich mit ihrer Familie in Kalifornien nieder.
Ihre Schulzeit absolvierte Gertrude in einem Internat eines Nonnen-Konvents. Bereits während ihrer Schulzeit trat sie in einigen Veranstaltungen auf. Bei einem dieser Auftritte – unter dem Künstlernamen „Kitty Hayes“ – wurde sie von der Schauspielerin Florence Roberts (1871–1927) entdeckt und 1901 Mitglied des Ensembles von Sherrie Matthews und Harry Bulger.
Am 8. April 1902 heiratete sie in Baltimore (Maryland) den Komponisten Max Hoffman (1873–1963) und hatte mit ihm einen Sohn, Max junior (1902–1945). 1933 war dieser für einige Monate mit der Sängerin Helen Kane verheiratet.
Im Winter 1901/02 war sie bereits der Star einiger Revuen und Vaudevilles und im Paradise Roof Garden, einem Revue-Theater in Oscar Hammersteins Victoria’s Theatre am Times Square in New York zu sehen.
1906 wurde Hoffman von Florenz Ziegfeld abgeworben und eines der Ziegfeld Girls. Im darauffolgenden Jahr trat sie nahezu ausschließlich in den Ziegfeld Follies auf. Bereits während dieser Zeit begann Hoffman – mit immer größeren Erfolg – Kolleginnen zu imitieren; u. a. Ethel Barrymore, Eddie Foy, Anna Held und Eva Tanguay. Die Rolle der Salome war nicht nur eine ihrer größten Erfolge, sondern auch eine der skandalträchtigsten. Ihr kurzes Kostüm und ihr lasziver Tanz führten zu einigen Verhaftungen, doch durch das Interesse der Medien wurde sie mit jeder Verhaftung und Anklage nur noch berühmter und beliebter bei ihren Anhängern.
Nach einigen Jahren trat Hoffman immer seltener auf und konzentrierte sich mehr auf die Choreographie. Sie gründete die Hoffman Girls, ein Ensemble von Sängerinnen und Tänzerinnen ähnlich der Tiller Girls. Ab 1925/26 kam Hoffman zusammen mit ihrer Gruppe bei Jacob J. Shubert unter Vertrag und trat im Winter Garden Theatre in Manhattan auf. Zu Beginn des Zweiten Weltkriegs waren die Hoffman Girls gerade auf Europa-Tournee, konnten aber alle zusammen unbeschadet in die Vereinigten Staaten zurückkehren.
Nachdem sich die Hoffman Girls aufgelöst hatten, unterhielt Hoffman noch einige Zeit ein Tanzstudio, bevor sie sich dann endgültig ins Privatleben zurückzog.

## Ehrungen
- Der Gertrude Hoffman Glide – eine Art Two Step – wurde 1913 nach ihr benannt